# Березовский, Виталий Александрович
Вита́лий Алекса́ндрович Березо́вский (укр. Віталій Олександрович Березовський; род. 11 апреля 1984, Одесса) — украинский футболист, защитник.

## Биография
Воспитанник одесского футбола, выступал за одесские клубы «Черноморец-2», овидиопольский «Днестр» и «Реал». Выступал за молдавские команды «Шериф» и «Тирасполь». В 2005 году перешёл в «Рось». Играл за латвийский клуб «Вентспилс». Зимой 2007 года побывал на просмотре в мариупольском «Ильичёвце», в составе которого принимал участие в учебно-тренировочном сборе в Турции. За команду Ивана Балана он сыграл пять контрольных матчей, в одном из которых — с узбекским «Машалом» (2:0) — отличился двумя забитыми голами. Также был на просмотре в «Заре».
Зимой 2007 перешёл в крымский клуб «ИгроСервис». Летом 2013 года перешёл в кировоградскую «Звезду».